# Dva i pol muškarca
Dva i pol muškarca je američki televizijski sitcom koji je prvi put emitiran na CBS-u 22. rujna 2003. Glavne uloge imaju Charlie Sheen, Jon Cryer i Angus T. Jones.

## Radnja
Serija je izvorno bila o hedonističkom jingle piscu, Charlieju Harperu, njegovom napetom bratu, Alanu Harperu, i Alanovom rastućem sinu, Jakeu Harperu. Charliejev porotnički život je zakompliciran kada se njegov brat razvodi i useljava u Charliejevu kuću u Malibuu, zajedno sa svojim sinom. U seriji su kao sporedni likovi poznati: Judith Harper (Marin Hinkle) kao Alanova bivša žena koja mu pije krv, Berta (Conchata Ferell) Charlijeva duhovita kućna spremačica, Evelyn Harper (Holland Taylor) Charlijeva i Alanova majka koje se u pojedinim epizodama Charlie i Alan pribojavaju i Rose (Melanie Lynskey) Charlijeva "vrebačica". Tijekom serije upoznajemo dvije bivše Charlijeve zaručnice: Mia (Emmanuelle Vaugier) i Chelsea Melini (Jennifer Bini Taylor). 
Serija je obnovljena u devetoj sezoni, s naglaskom da Alan kreće dalje sa svojim životom nakon smrti Charlieja uz pomoć njegovog novog najboljeg prijatelja i cimera, Walden Schmidt (Ashton Kutcher), koji se također bavi vlastitim problemima nakon lošeg razvoda. Alan, Walden, i Jake postaju bliski prijatelji, i formiraju surogat obiteljsku jedinicu.
Godine 2010., CBS i Warner Bros. potpisali su višegodišnji ugovor za emitiranje serije, i obnovili ju u sezoni 2011./12. Međutim, 24. veljače 2011., CBS i Warner Bros. su odlučili završiti proizvodnju za ostatak osme sezone zbog Sheenovih problema s drogom, te zbog Sheenovih loših komentara na direktora serije, Chucka Lorrea. Sheen je otpušten iz showa 7. ožujka. Premijerna epizoda devete sezone je glasila "Lijepo je upoznati vas, Walden Schmidt", u kojoj je ubijen Sheenov lik i uveden Ashton Kutcher kao Walden Schmidt, njegova zamjena.
Godine 2011., blog domaćin The New York Times je proglasio Dva i pol muškarca kao "najvećom hit komedijom u posljednjem desetljeću".
Dana 26. travnja 2013., CBS je obnovio Dva i pol muškarca za jedanaestu sezonu nakon obnove ugovora s Ashtonom Kutcherom i Jonom Cryerom. Angus T. Jones napustio je seriju te se nije pojavio u nijednoj epizodi jedanaeste sezone, no unatoč tome imao je status sporednog lika. Na njegovo mjesto došla je Charliejeva kći za koju se dotad nije znalo, Jenny (Amber Tamblyn).
Dana 13. ožujka 2014., CBS je obnovio seriju za dvanaestu sezonu za koju je kasnije 14. svibnja objavljeno da će biti posljednja. Serija je završila 19. veljače 2015. 40-minutnom epizodom "Of Course He's Dead" ("Naravno da je mrtav") nakon 12 uspješnih sezona.

## Vanjske poveznice
- Dva i pol muškarca na Rotten Tomatoes